# Kosovo aux Jeux olympiques d'été de 2020
Le Kosovo participe aux Jeux olympiques de 2020 à Tokyo au Japon. Il s'agit de sa 2e participation à des Jeux d'été.

## Médaillés
| Sport | Discipline            | Athlète(s)       | Performance                         | Date       |
| ----- | --------------------- | ---------------- | ----------------------------------- | ---------- |
| Judo  | Moins de 48 kg femmes | Distria Krasniqi | Funa Tonaki Victoire 01-00          | 24 juillet |
| Judo  | Moins de 57 kg femmes | Nora Gjakova     | Sarah-Léonie Cysique Victoire 10-00 | 26 juillet |

## Athlètes engagés
| Sport      | Hommes | Femmes | Total |
| ---------- | ------ | ------ | ----- |
| Athlétisme | 1      | 0      | 1     |
| Boxe       | 0      | 1      | 1     |
| Judo       | 1      | 4      | 5     |
| Lutte      | 1      | 0      | 1     |
| Natation   | 1      | 1      | 2     |
| Tir        | 1      | 0      | 1     |
| Total      | 5      | 6      | 11    |

## Résultats

### Athlétisme
Le Kosovo bénéficie d'une place attribuée au nom de l'universalité des Jeux. Musa Hajdari dispute le 800 mètres masculin.
| Athlète      | Épreuve        | 1er tour      | 1er tour | Demi-finale | Demi-finale | Finale  | Finale  |
| Athlète      | Épreuve        | Temps         | Rang     | Temps       | Rang        | Temps   | Rang    |
| ------------ | -------------- | ------------- | -------- | ----------- | ----------- | ------- | ------- |
| Musa Hajdari | 800 m masculin | 1 min 48 s 96 | 8e       | Éliminé     | Éliminé     | Éliminé | Éliminé |

### Boxe
Donjeta Sadiku est sélectionnée en Poids légers femmes par une invitation tri-partite de la fédération.
| Athlète        | Catégorie              | 1/16e de finale     | 1/8e de finale      | Quart de finale     | Demi-finale         | Finale              | Rang     |
| Athlète        | Catégorie              | Adversaire Résultat | Adversaire Résultat | Adversaire Résultat | Adversaire Résultat | Adversaire Résultat | Rang     |
| -------------- | ---------------------- | ------------------- | ------------------- | ------------------- | ------------------- | ------------------- | -------- |
| Donjeta Sadiku | Légers femmes (-60 kg) | Dubois Défaite 0-5  | Éliminée            | Éliminée            | Éliminée            | Éliminée            | Éliminée |

### Judo
Le Kosovo est une nation qui compte de bons résultats sur les circuits internationaux de Judo. Majlinda Kelmendi avait d'ailleurs ramené des Jeux de 2016 un titre olympique pour la première participation du pays aux olympiades. La Fédération ne distribue pas de ticket de qualifications aux championnats continentaux ou mondiaux mais c'est le classement établi au 21 juin qui permet de sélectionner les athlètes (les 18 premiers automatiquement, le reste en fonction des quotas de nationalité).
Chez les femmes, Distria Krasniqi, Majlinda Kelmendi, Nora Gjakova et Loriana Kuka sont bien positionnées au classement IJF World ; chez les hommes, Akil Gjakova est également en bonne position.
| Athlète           | Compétition           | 1er tour             | 2e tour              | Huitième de finale       | Quart de finale           | Demi-finale             | Repêchage            | Finale / MB            | Rang                           |
| Athlète           | Compétition           | Adversaire Résultat  | Adversaire Résultat  | Adversaire Résultat      | Adversaire Résultat       | Adversaire Résultat     | Adversaire Résultat  | Adversaire Résultat    | Rang                           |
| ----------------- | --------------------- | -------------------- | -------------------- | ------------------------ | ------------------------- | ----------------------- | -------------------- | ---------------------- | ------------------------------ |
| Akil Gjakova      | Moins de 73 kg hommes | Ayash Victoire 10-00 | Stump Victoire 11-00 | Macias Victoire 10-00    | Tsogtbaatar Défaite 00-10 | Non qualifié            | Orucov Défaite 00-10 | Éliminé                | Éliminé                        |
| Distria Krasniqi  | Moins de 48 kg femmes | Non disputé          | Exemptée             | Chibana Victoire 10-00   | Lin Victoire 10-00        | Munkhbat Victoire 10-00 | -                    | Tonaki Victoire 10-00  | Médaille d'or, Jeux olympiques |
| Majlinda Kelmendi | Moins de 52 kg femmes | Non disputé          | Pupp Défaite 00-10   | Éliminée                 | Éliminée                  | Éliminée                | Éliminée             | Éliminée               | Éliminée                       |
| Nora Gjakova      | Moins de 57 kg femmes | Non disputé          | Exemptée             | Verhagen Victoire 01-00  | Kajzer Victoire 11-00     | Yoshida Victoire 10-00  | -                    | Cysique Victoire 10-00 | Médaille d'or, Jeux olympiques |
| Loriana Kuka      | Moins de 78 kg femmes | Non disputé          | Exemptée             | Babintseva Défaite 00-10 | Éliminée                  | Éliminée                | Éliminée             | Éliminée               | Éliminée                       |

### Lutte
Le Kosovo a qualifié un lutteur pour l'épreuve libre 125 kg hommes à la suite de la disqualification d'un lutteur pour violations des règles antidopage : Egzon Shala avait fini septième aux Championnats du monde de lutte, organisés à Astana, au Kazakhstan, en septembre de l'année dernière, tandis que les six premiers s'étaient qualifiés pour Tokyo 2020.
| Athlète     | Compétition   | Huitièmes de finale        | Quarts de finale    | Demi-finale         | Repêchage           | Finale 3e place Classement | Rang |
| Athlète     | Compétition   | Adversaire Résultat        | Adversaire Résultat | Adversaire Résultat | Adversaire Résultat | Adversaire Résultat        | Rang |
| ----------- | ------------- | -------------------------- | ------------------- | ------------------- | ------------------- | -------------------------- | ---- |
| Egzon Shala | 125 kg hommes | Berrahal Victoire 6-0 (VT) | Zare Défaite 13-2   | Éliminé             | Éliminé             | Éliminé                    | 7e   |

### Natation
| Athlète        | Épreuve                   | Série        | Série | Demi-finale | Demi-finale | Finale   | Finale   |
| Athlète        | Épreuve                   | Temps        | Rang  | Temps       | Rang        | Temps    | Rang     |
| -------------- | ------------------------- | ------------ | ----- | ----------- | ----------- | -------- | -------- |
| Olt Kondirolli | 100 m nage libre masculin | 54 s 33      | 64e   | Éliminé     | Éliminé     | Éliminé  | Éliminé  |
| Eda Zeqiri     | 400 m nage libre féminin  | 4 min 38 s 2 | 24e   | Non disputé | Non disputé | Éliminée | Éliminée |

### Tir
En mai 2021, un athlète en carabine à 10 m obtient une qualification pour les Jeux olympiques suite ses performances mondiales avec une invitation tri-partite de la fédération.
| Athlète         | Compétition                  | Qualification | Qualification | Finale  | Finale  |         |
| Athlète         | Compétition                  | Points        | Rang          | Points  | Rang    |         |
| --------------- | ---------------------------- | ------------- | ------------- | ------- | ------- | ------- |
| Drilon Ibrahimi | Carabine à air comprimé 10 m | 608,8         | 46e           | Éliminé | Éliminé | Éliminé |